# نایت رایدر (فیلم ۲۰۰۸)
نایت رایدر (انگلیسی: Knight Rider) یک تله‌فیلم اکشن آمریکایی است که به‌عنوان قسمت آزمایشی سریال نایت رایدر ساخته شد.

## بازیگران
- جاستین برونینگ
- دیانا روسو
- بروس دیویسن
- سیدنی تمیا پوآتیه
- وال کیلمر (صدا)
- دیوید هسلهاف
- گرگ الیس